# Alba (Míchigan)
Alba es un lugar designado por el censo ubicado en el condado de Antrim en el estado estadounidense de Míchigan.  La localidad en el año 2010, tenía una población de 295 habitantes.

## Historia
Alba se estableció inicialmente como una estación de bandera llamada Cascade a lo largo del ferrocarril de Grand Rapids e Indiana en 1876. En ese entonces, formaba parte del municipio de Forest Home, Michigan. Se inauguró una oficina de correos el 4 de diciembre de 1877 y el pueblo fue trazado al año siguiente. El nombre se cambió a Alba en 1884 en honor a la artista local Alba Haywood.
La comunidad de Alba fue incluida como un lugar designado por el censo recientemente organizado para el censo de 2010, lo que significa que ahora tiene límites oficialmente definidos y estadísticas de población por primera vez. 

## Geografía
Alba se encuentra ubicado en las coordenadas 44°58′42.99″N 84°58′10.12″O / 44.9786083, -84.9694778. 